# Municipio de East Benton
El municipio de East Benton (en inglés: East Benton Township) es un municipio ubicado en el condado de Christian en el estado estadounidense de Misuri. En el año 2010 tenía una población de 458 habitantes y una densidad poblacional de 11,45 personas por km².

## Geografía
El municipio de East Benton se encuentra ubicado en las coordenadas 37°3′57″N 92°56′50″O / 37.06583, -92.94722. Según la Oficina del Censo de los Estados Unidos, el municipio tiene una superficie total de 40.01 km², de la cual 39,94 km² corresponden a tierra firme y (0,17 %) 0,07 km² es agua.

## Demografía
Según el censo de 2010, había 458 personas residiendo en el municipio de East Benton. La densidad de población era de 11,45 hab./km². De los 458 habitantes, el municipio de East Benton estaba compuesto por el 96,29 % blancos, el 0,44 % eran afroamericanos, el 0,87 % eran amerindios, el 1,31 % eran de otras razas y el 1,09 % eran de una mezcla de razas. Del total de la población el 1,75 % eran hispanos o latinos de cualquier raza.